# Peter August Böckstiegel
Peter August Böckstiegel   (Werther, 7 d'abril de 1889 - Werther, 22 de març de 1951) va ser un pintor, artista gràfic i escultor alemany d'estil expressionista.

## Biografia
Va ser el cinquè de sis fills nascuts en una família de petits agricultors i teixidors de lli. Després de mostrar talent artístic, va ser aprenent d'un pintor i vidre a Bielefeld. Després d'aprovar l'examen de Journeyman com a pintor, el 1907 va assistir a la nova escola d'arts i oficis. Va ser exposat per primera vegada a les últimes tendències de la pintura francesa durant una visita de 1909 al Museu Folkwang d'Essen. Els seus primers treballs professionals coneguts daten de l'any següent.

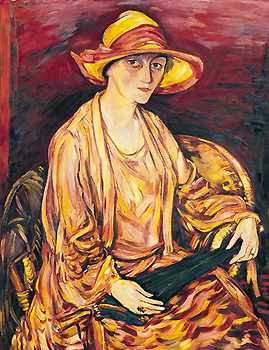
Retrat de la seva dona, Hanna

El 1913, amb l'ajuda d'una beca, va poder assistir a l' Acadèmia de Belles Arts de Dresden, on va estudiar amb Oskar Zwintscher i Otto Gussmann . També es va fer amic de tota la vida amb el seu company d'estudis, Conrad Felixmüller, la germana del qual, Hanna, es convertiria més tard en la seva dona.
A principis de 1915, va ser cridat al servei militar i va servir al Landsturm, si bé encara va poder fer algunes obres d'art durant els moments d'oci. Després de 1916, va estar al front oriental, a Romania, Ucraïna i Rússia. Va romandre a Ucraïna fins al març de 1919, quan un vaixell de guerra anglès el va portar a ell i a la seva unitat de Nikolàiev.
Poc després de tornar, es va casar amb Hanna. Més tard aquell any, va ser un dels cofundadors de la Secessió de Dresden, juntament amb Felixmüller, Otto Dix, Otto Lange, Lasar Segall i Hugo Zehder, entre d'altres. Oskar Kokoschka també s'associaria amb el grup, però no un membre de ple dret. El 1920, l'Acadèmia de Dresden li va concedir la seva Carlo Torniamenti. L'any 1929 va començar a produir les seves primeres escultures.
Després de la presa del poder nazi el 1933, les seves pintures van ser declarades degenerades i es van retirar de l'exposició. Entre 1937 i 1938, més d'un centenar de les seves obres van ser confiscades. Molts van ser venuts a l'estranger, per obtenir divises. La resta es van cremar. Durant el bombardeig de Dresden el seu estudi, que contenia centenars de les seves obres, va ser destruït. Amb prou feines va escapar de la mort, intentant estalviar tant com va poder. Més tard, va portar a Hanna i al seu fill petit a la seva casa familiar a Werther, que havia sobreviscut intacte. Allà, va establir un nou estudi i es va convertir en president de la Secessió de Westfàlia. El 1949, se li va obsequiar un "estudi honorífic" a l'Acadèmia de Dresden, i va poder recuperar alguns petits objectes de les ruïnes de la seva antiga casa.
Va morir a Werther el 1951 i va ser enterrat al cementiri local. La seva casa i les seves obres d'art s'han conservat tal com les va deixar. L'any 2008, la seva família va crear una fundació per promocionar la seva obra i crear un catàleg raonat. També van establir un premi, ara dotat amb 6.000 euros, que es lliurarà a joves artistes prometedors de la regió d'Ostwestfalen-Lippe. El 2014, el districte de Gütersloh va aprovar fons per a la construcció d'un petit museu, que es va obrir el 2017. Els carrers han rebut el seu nom a Bielefeld i Dresden.

## Obres seleccionades

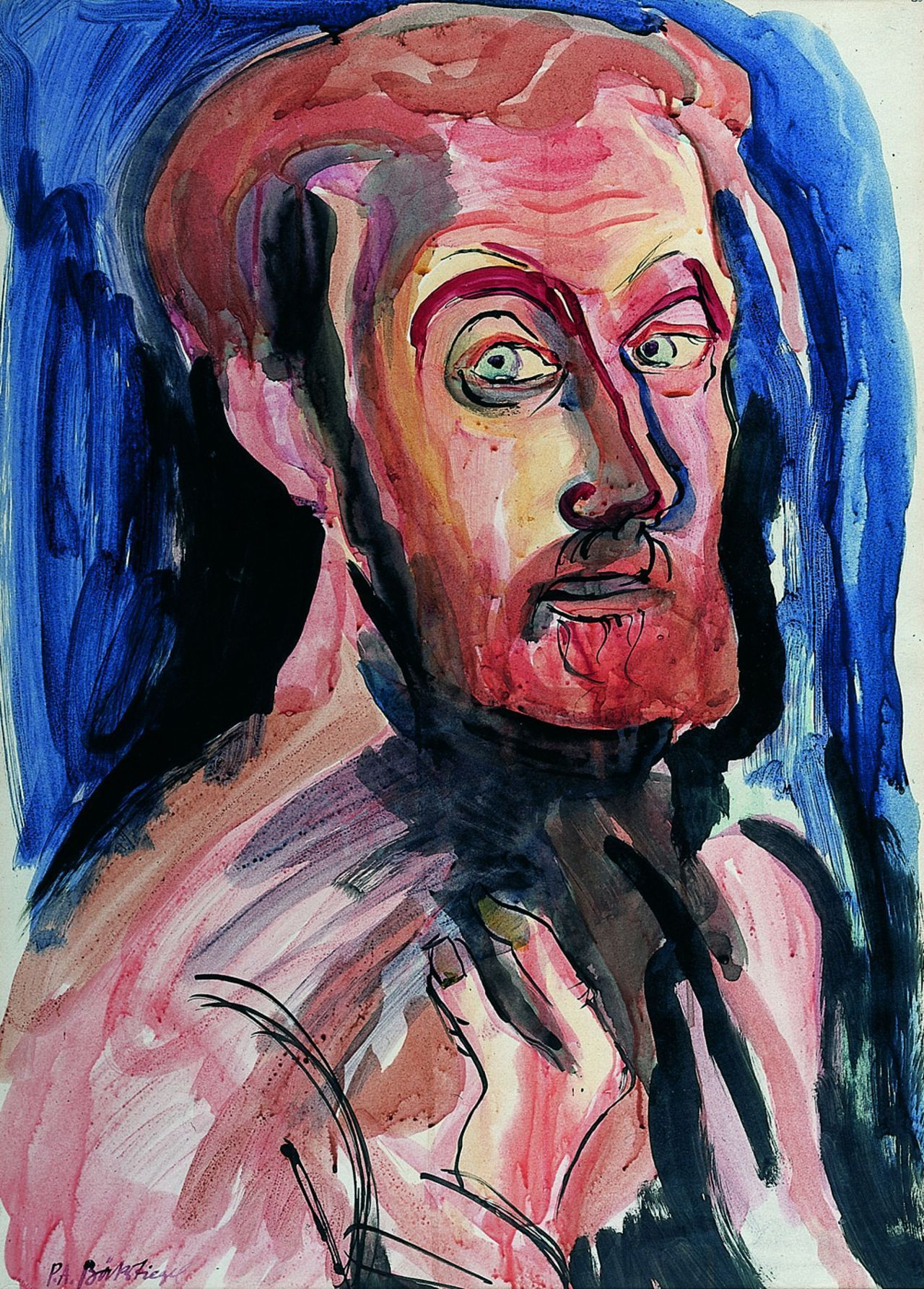
Autoretrat (1924)
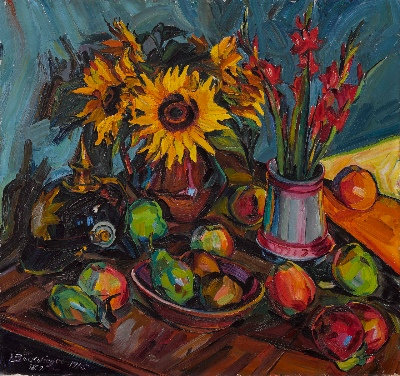
Natura morta floral ambPickelhaube
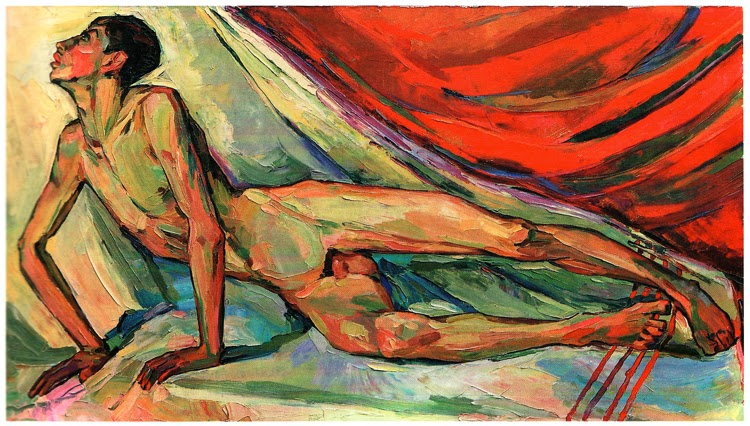
La sortida dels joves a la guerra
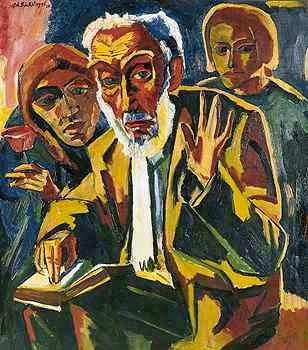
La paraula
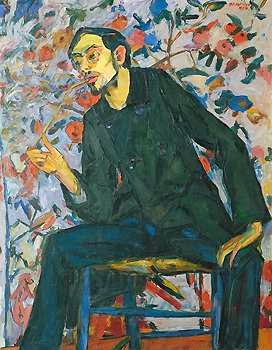
Retrat de Conrad Felixmüller

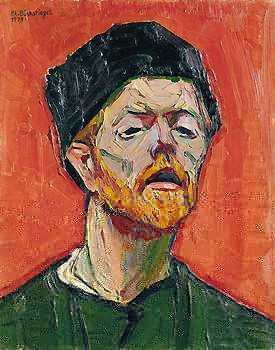
Autoretrat (1913)